# Гамбург-Райтброк
Райтброк (нім. Reitbrook) — частина району Бергедорф вільного та ганзейського міста Гамбург. Райтброк входить до складу місцевості Маршланде.